# マット・モロイ
マット・モロイ（Matt Molloy、1947年1月12日 - ）はアイルランドの音楽家であり、優れたアイリッシュフルート奏者として知られている。子供の時にアイリッシュフルートを始め、わずか17歳（1966年）の時にオールアイルランドチャンピオンを獲得した。彼のフルートに演奏技術を順応させるスタイルは多くの現代のアイリッシュフルート奏者に影響を与えている。
1970年代を通じて、モロイはボシー・バンドのメンバーであり、ボシー・バンドの解散後は再結成されたプランクシティのメンバーだった。1979年に、マイケル・ダブリディとの交代でチーフタンズに参加した。来歴にわたって、アイルランド室内管弦楽団、ポール・ブレイディ、トミー・ピープルズ、en:Micheál Ó Súilleabháinやドーナル・ラニーと共演している。

## パブ

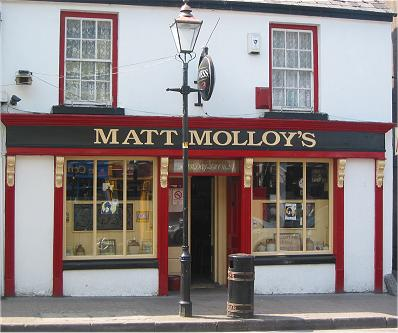
ウェストポートのパブMatt Molloy's

モロイはメイヨー県ウェストポートのBridge Streetにパブを所有しており、そこでは常にアイリッシュミュージックセッションが開かれている。

## ディスコグラフィー
ソロアルバム
- Heathery Breeze (1985年)
- Stony Steps (1987年)
- Music at Matt Molloy's (1993年)
- Shadows on Stone (1996年)

ドーナル・ラニーとの共演
- Matt Molloy with Donal Lunny (1976年)

ショーン・キーンとの共演
- Contentment Is Wealth (1985年)

ショーン・キーン、リアム・オフリンとの共演
- The Fire Aflame (1992年)

トミー・ピープルズ、ポール・ブレイディとの共演
- Molloy, Brady, Peoples (1978年)

The West Ocean String Quartetとの共演
The Guiding Moon (2007年)
ジョン・カーティー、アーティ・マクグリン との共演
- Pathway to the Well (2007年)

部分参加
- The Rough Guide to Irish Music (1996年)